# 强准祖拉康
强准祖拉康，位于西藏自治区日喀则地区吉隆县吉隆镇邦兴村，是一座藏传佛教格鲁派寺院。

## 简介
强准祖拉康，在有的汉语文献中又称“强准寺”、“强真格给寺”。到21世纪初，该寺已有1300多年历史。
该寺是一座木结构楼阁式建筑，塔身呈方形，共分4层，逐层收分，层层出檐，每层均设有门窗。塔高大约16米，底层最大宽度为22米。底层周围用木栏杆环绕形成外环廊，外环廊周原来设有108个转经筒。各层的墙壁上绘有壁画，大部分保存完好。门廊与底层外回廊绘有释迦牟尼像1000多尊；第二层是护法神殿，四壁绘护法神像；第三层是该寺主体建筑，主供高120厘米的强巴佛镀金像，左右两侧供奉镀金佛像数尊，分别放置在18个佛龛中。佛殿与回廊的壁画是该寺壁画的精华。
16世纪后，该寺势力逐渐衰弱，一度被本地的格鲁派桑丹林寺管辖，该寺寺主也由桑丹林寺委派，桑丹林寺嘎钦·益西坚赞曾任强准祖拉康寺主。如今的强准祖拉康是1986年重修，21世纪初有喇嘛4人。
2015年4月25日，尼泊尔发生强烈地震，强准祖拉康受到波及。